# ゲシュタンプ・オートモシオン
ゲスタンプ(へスタンプ)・オートモシオン（スペイン語: Gestamp Automoción）は、スペインのマドリードに本社を置く自動車プレス部品メーカーである。

## 内容
ゲスタンプ社は、鋼板を加熱した状態でプレス加工してから急激に冷やすことで、軽くて強度が高い鋼板を生む技術「ホットスタンプ」に強みを持つ。この鋼板は超高張力鋼と呼ばれ、車の骨格部材に使われる。

## 日本での展開
世界20カ国に95カ所の製造拠点を持つ。2016年9月には三井物産が約470億を投じて資本参加すると発表。子会社の「ゲスタンプ・ホットスタンピング・ジャパン」が2018年10月25日、三重県松阪市で工場を完成させた。また東京駅近くに研究開発（R&D）センターを開設している。